# Domingos Mourão
Domingos Mourão is een gemeente in de Braziliaanse deelstaat Piauí. De gemeente telt 4.447 inwoners (schatting 2009).